# Fibra coir

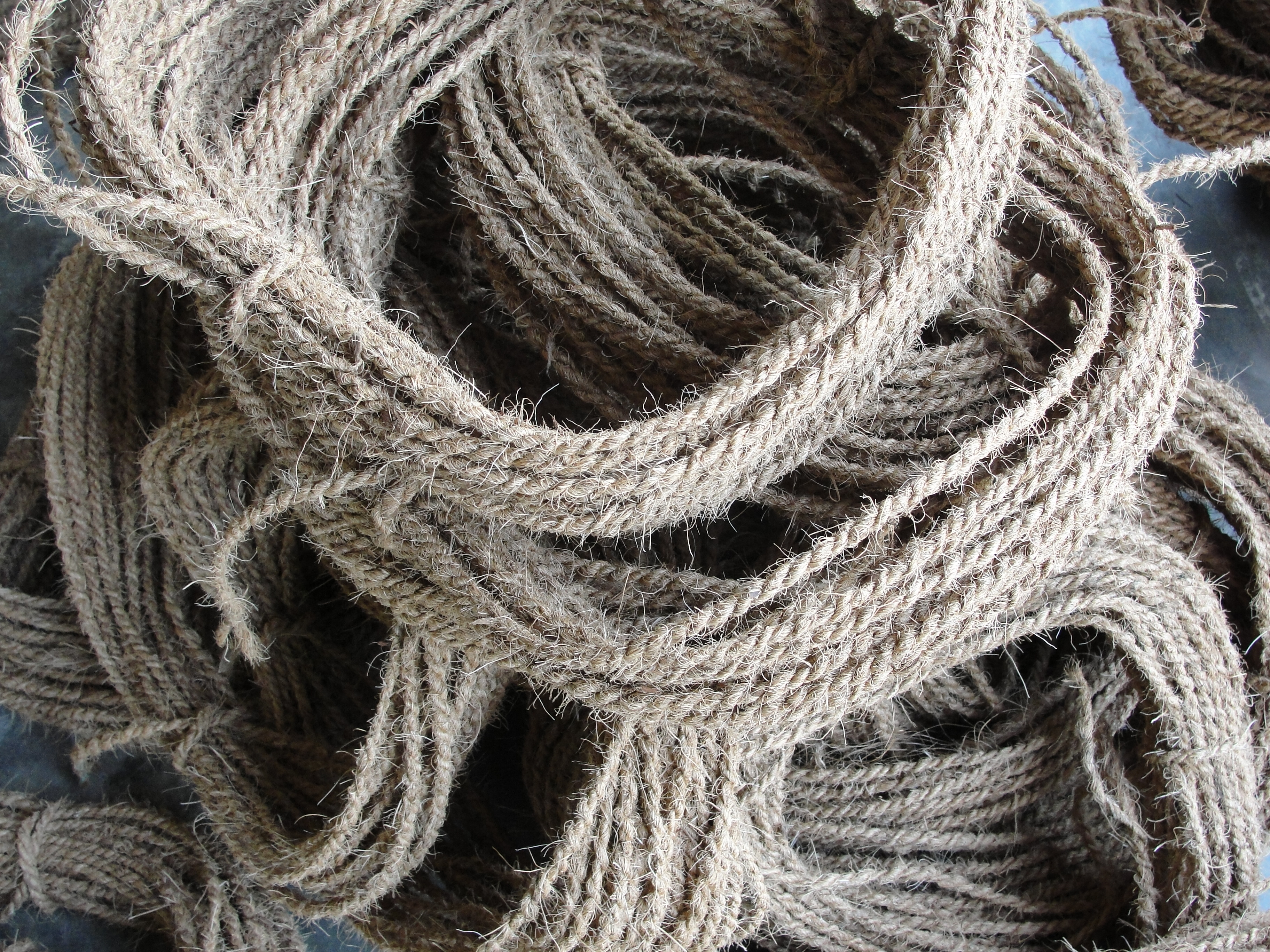
Corda di coir

La fibra coir        (dal Malayalam, corda) è una fibra grezza estratta dal guscio esterno delle noci di cocco.

## Struttura
Le fibre coir si trovano tra la buccia e il guscio esterno della noce del cocco. Le singole cellule delle fibre sono strette e vuote, con pareti cellulari sottili costituite da cellulosa. Quando sono immature sono pallide, ma in seguito induriscono e ingialliscono a causa del deposito di uno strato di lignina sulle loro pareti.
Esistono due tipi di coir: 
- il coir marrone è raccolto da cocchi giunti a maturazione piena: è sottile, forte e molto resistente all'abrasione.  È usato per fabbricare zerbini, spazzole e tele di sacco. Le fibre di cocco brune mature contengono più lignina e meno cellulosa rispetto a fibre quali cotone e lino e quindi sono più forti ma meno flessibili. Sono costituite da piccoli fili, ognuno dei quali è lungo circa 1 mm e ha un diametro di circa 10-20 μm;
- il coir bianco è raccolto dal cocco prima che questo giunga a maturazione: le fibre sono di colore bianco o marrone chiaro e sono più fini e lisce, ma anche più fragili. Di solito vengono filate per fabbricare corde.

Il coir è abbastanza resistente all'acqua ed è una delle poche fibre naturali resistente ai danni causati dall'acqua salata. Il coir marrone è trattato con acqua dolce, mentre quello bianco con acqua dolce e acqua di mare.